# Juan de Salamanca
Juan de Salamanca, OP (Burgos, c. 1490 - Ilhas Canárias, 1538) foi um prelado católico romano que serviu como bispo das Ilhas Canárias de 1531 a 1538.

## Biografia
Juan de Salamanca foi ordenado sacerdote na Ordem dos Pregadores e, a 6 de março de 1531, foi nomeado durante o papado de Clemente VII como Bispo das Ilhas Canárias, onde serviu como bispo até à sua morte em 1538.